# Enriqueta Ulloa
Nelly Enriqueta Ulloa Mealla (Padcaya, Bolivia; 14 de julio de 1952) es una cantante de música folclórica, actriz y política boliviana.

## Biografía
Enriqueta Ulloa nació el 14 de julio de 1952 en Padcaya, en el departamento de Tarija, al sur de Bolivia. Es hija de Delfor Ulloa y Nilsa Mealla. Estudió en Sucre la carrera para convertirse en maestra en la Escuela nacional de profesores.Tras concluir sus estudios en Bolivia se trasladó a Brasil para obtener la licenciatura en Educación Popular.

### Carrera artística
Luchadora por la defensa de los derechos de autor y de los artistas de Bolivia. Fundadora de la Asociación Boliviana de Artistas, Intérpretes y Ejecutantes de Música (ABAYEM). Presidenta por 4 años de la Sociedad Boliviana de Autores y Compositores de Música (SOBODAYCOM). Su música está relacionada con los ritmos de su región Tarija, por ejemplo en la cueca boliviana y la copla.
Entre sus canciones más conocidas están:
- Chapaco soy-
-La ruleta del amor
- Sangre española
- Paso paso palomita-
- A la orilla de la fuente
- Tierra hermosa
- La semana del amor
- Volviendo al valle
- La vidita
Tras cumplir 40 años de carrera Ulloa se retiró de los escenarios en 2017.
Ulloa vivió durante muchos años en la ciudad de La Paz, a partir de 2014 retornó a Tarija, donde radica desde entonces administrando un hotel boutique.

## Filmografía
Actuó en la película boliviana Amargo Mar de 1983, del director Antonio Eguino, que es una narración de la Guerra del Pacífico.

## Vida política
Ulloa fue una de las primeras mujeres candidatas a la Vicepresidencia  de Bolivia postulándose en 1993.
Además fue Directora Nacional de Promoción Cultural, Directora de Cultura de la Gobernación de La Paz
En 2003 fue elegida concejal del Gobierno Municipal de La Paz cargo que ejerció entre las gestiones 2003 y 2005. Llegando a desempeñar el cargo de alcaldesa interina de esta ciudad durante cinco días en mayo de 2004.

## Reconocimientos y homenajes
- El Festival del canto y la aloja de 2006, en Tarija, se realizó en su honor celebrando sus 39 años de carrera artística.[12]
- El pasaje San Rafael, en Cochabamba presenta un mural elaborado en mosaiquismo, en su honor.[13]

## Discografía
- Tarijeñita 1981
- La Paz Inolvidable 1982
- Enriqueta Ulloa 1983
- Las Mejores Cuecas Tarijeñas 1983
- Enriqueta Ulloa 1984
- El Disco De Oro De Enriqueta Ulloa 1986
- Enriqueta Ulloa 1987